# Minister za visoko šolstvo, znanost in inovacije Republike Slovenije
Minister za visoko šolstvo, znanost in inovacije Republike Slovenije je minister v Vladi Republike Slovenije. Pod imenom minister za visoko šolstvo, znanost in tehnologijo je položaj obstajal pod osmo in deveto vlado Republike Slovenije med letoma 2004 in 2011. Nato je bil pridružen ministrstvu za izobraževanje, znanost in šport. 24. januarja 2023 je bil položaj pod trenutnim imenom ustanovljen v času 15. vlade Republike Slovenije.

## Seznam ministrov

### Minister za visoko šolstvo, znanost in tehnologijo
8. vlada Republike Slovenije
- Jure Zupan (2004–2007),
- Mojca Kucler Dolinar (2008)

9. vlada Republike Slovenije
- Gregor Golobič (2008–2011),
- Igor Lukšič (2011) kot nadomestni minister po izstopu stranke Zares iz koalicije[2]

### Minister za visoko šolstvo, znanost in inovacije
15. vlada Republike Slovenije
- Igor Papič (24. januar 2023–danes)